# Germarostes leprieuri
Germarostes leprieuri là một loài bọ cánh cứng trong họ Hybosoridae. Loài này được Germar miêu tả khoa học năm 1843.